# Хака (танц)
Вижте пояснителната страница за други значения на Хака.
Хака е традиционен танц на маорите от Нова Зеландия. Танцът е игран от група, с мощни движения и натиск от краката, хващайки ритъма от съпровода.

## История
Въпреки че използването на хака от националния отбор по ръгби на Нова Зеландия направи танца познат, то е довело до погрешни схващания. Хака не е само боен танц, нито е танцуван само от мъже. Някои от танците са танцувани и от жени, а други – от смесени групи, както и някои прости танци са извършвани от деца. Хака се танцува по различни причини: за забавление, за посрещане на изтъкнати гости. Бойната хака (наричана перуперу) първоначално е танцувана от бойци преди битка, за да призове тяхната сила и мъжество, за да сплаши противника. Днес хака представлява неразделна част от церемонии за добре дошли на чуждестранни високопоставени лица, които служат за придаване на важност и атракция на значението на случая.

## Видове
Различните вариации на танца са импровизирани в процеса на изпълнение, включително и с части на лицето, като показване на бялото на очите и изплезване на езика, както и голямо разнообразие от енергични действия на тялото с ръцете спрямо и краката. Скандираните думи също търпят промяна. Хака може да се разглежда като един вид симфония, в която различните части на тялото представляват множество инструменти. Движението на ръцете, краката, стъпалата, гласа, очите, езика и тялото като цяло се съчетават, за да изразят смелост, раздразнение, радост или други чувства, свързани с целите на случая.

## Митология
Според маорската митология, богът на Слънцето Тама-нуй-те-ра (Tama-nui-te-ra), е имал две съпруги – Девицата на Слънцето Хине-раумати (Hine-raumati), и Девицата на Зимата Хине-Такура (Hine-takurua). Хака възниква с идването на Хине-раумати, която изобразява топлите дни които идват от въздуха. Това било хака на Тене-роре (Tane-rore), синът на Хине-раумати и Тама-нуй-те-ра.

## Идея и смисъл
Смисълът на танцуването на хака е да събереш силите и енергията нужни за преодоляването на житейските трудности и дилеми. Хака вярва в живота, където си в единство със самия себе си. Отдаваме почитта си към семействата и предците ни. Стоим готови за битка Ние помним традицията, да почитаме семействата си и предците си, които вече не са с нас. В сърцата си – tenakau, скриваме това, за което ще умрем.

## Ка Мате
Ка Мате е маорска хака съчинена от Te Rauparaha (1760 – 1849), военен лидер на племето Ngati Тоа на Нова Зеландия.
Te Rauparaha съчинява Ка Мате като победата на живота над смъртта, след като избягва от враговете на Ngati Maniapoto и Waikato. Той се е криел от тях в яма за съхранине на храна и се изкатерил обратно ная̀ве, посрещнат от приятелски настроен Te Whareangi („космат мъж“ – свиреп, силен мъж).
Основната част на хака на Te Rauparaha е:
Kia rite ! – Приготви се!

Ka Mate! Ka Mate! – Аз умирам! Аз умирам!

Ka Ora! Ka Ora! – Аз живея! Аз живея!

Tenei te ta ngata puhuru huru – Това е яростния силен човек

Nana nei i tiki mai – който предизвика

Whakawhiti te ra – слънцето отново да блести за мен

A upane ka upane! – горе на върха

A upane kaupane whiti te ra! – горе на върха слънцето блести

Hi !! – Изгрей!

## Популярната култура
Хака е позната от новозеландските отбори по ръгби и най-вече от All Blacks, които танцуват различните вариации на хака преди мач. Хака се попуализира и с излизането на филма от 2008 година Forever Strong.